# Vàng nitrat
Vàng nitrat có công thức là AuNO3. Trong phân tử ion vàng có số oxi hoá là +1.

## Tính chất hoá học
Vàng nitrat bị nhiệt phân thành vàng, khí nitơ dioxide và oxi:
2AuNO3 →  2Au  +  2NO2  +  O2